# آرثر إي. تومسون
آرثر إي. تومسون (بالإنجليزية: Arthur E. Thompson)‏ هو سياسي أمريكي، ولد في 19 سبتمبر 1891، وتوفي في 21 سبتمبر 1969.